# Стефан II (герцог Баварії)
Стефан II з Застібкою (*Stephan II mit der Hafte, 1319 — 13 травня 1375) — герцог Баварії у 1347—1349 роках, герцог Нижньої Баварії у 1349—1353 роках, герцог Лансгут-Баварський у 1353—1375 роках. Своє прізвисько (баварський аналог класично німецького слова Spange) отримав за використання застібки на головному уборі.

## Життєпис

### Молоді роки
Походив з династії Віттельсбахів. Другий син Людвіга IV, імператора Священної Римської імперії, та Беатріси Свідницької. Народився у 1319 році. Здобув гарну освіту. У 1327 році батько взяв його в поход в Італію. Під час цієї кампанії 1328 року був одружений за дочкою сицилійського короля Фредеріка II.
1334 року його призначено фогтом Швабії та Ельзасу. Стефан брав участь у походах батька проти ворогів в Німеччині та Італії.

### Володарювання
У 1349 році після смерті батька стає співволодарем герцогства Баварського разом зі своїми братами Людвігом V, Людвігом VI, Вільгельмом I і Альбрехтом I.
Доволі швидко в державі настав розгардіяш через велику кількість правителів з політичними амбіціями. Тому Стефан II разом з братами домовився про розподіл герцогства, що відбувся за Ландсберзькою угодою у 1349 році. В результаті Стефан II стає герцогом Нижньої Баварії. Разом з тим у нього були співправителі — зведенні брати Вільгельм I і Альбрехт I. Втім,  останні займалися  материнським спадком — графствами Геннегау і Голландії відповідно. У тому ж році помирає його дружина.
У 1353 році домовився з братами щодо розподілу Нижньої Баварії. В результаті Стефан II став володарем Лансгут-Баварського герцогства. Його резиденцією стало місто Лансгут (давня столиця баварських герцогів).

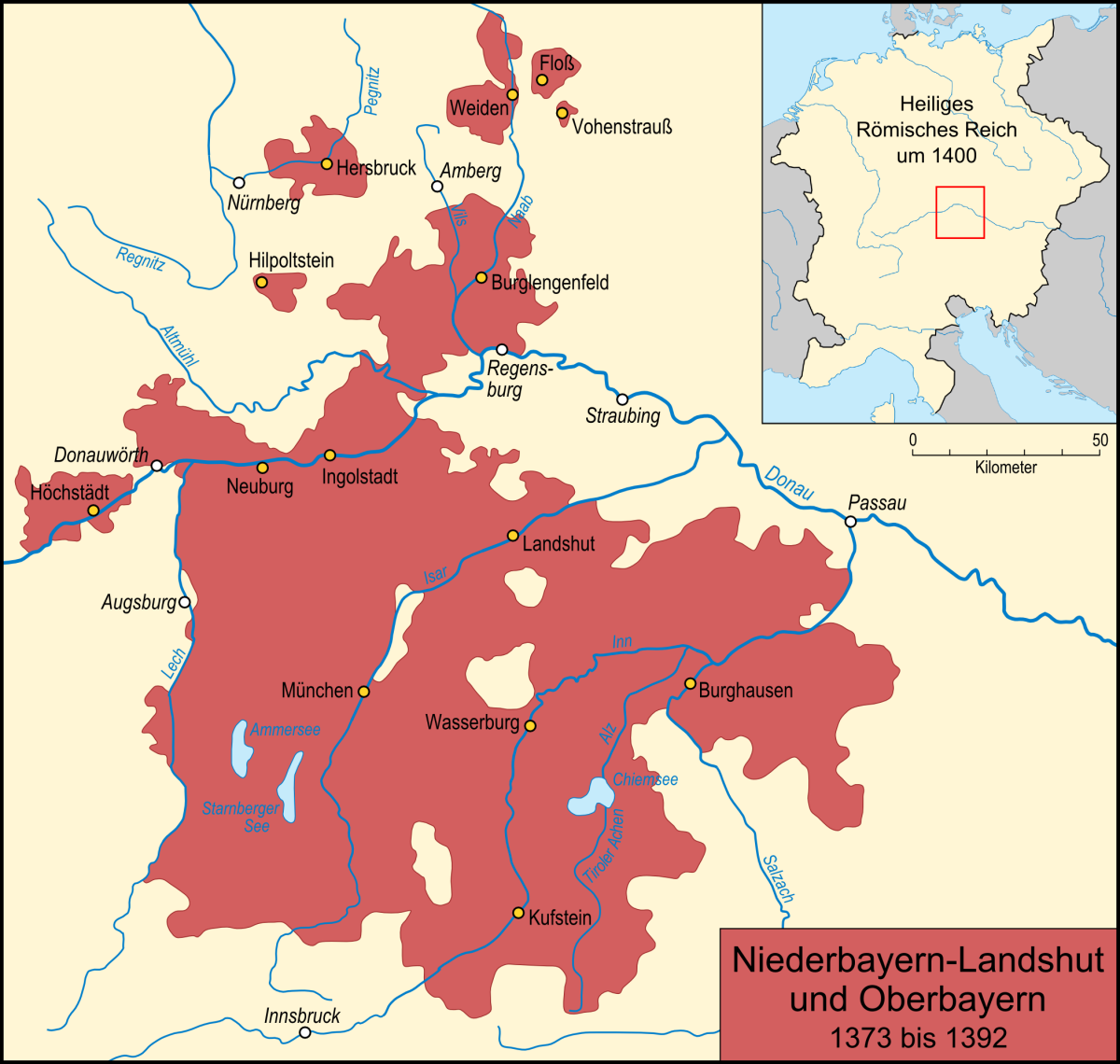
Володіння Стефана II у 1375 році

Після тимчасового примирення з Карлом IV, імператором Священної Римської імперії, який, нарешті, визнав усі володіння Віттельсбахів, Стефан II у 1354 році брав участь в поході Карла IV в Італію. 1355 року повернувся до Баварії. Але незабаром Золота булла 1356 року призвела до нового конфлікту Стефана II з імператором, оскільки лише Віттельсбахи з Рейнського пфальцграфства (тепер Пфальцького курфюрства) і його брат Людвіг VI, маркграф Бранденбурзький, отримали ранг курфюрстів.
1359 року оженився на доньці Іоганна Гогенцоллерна, бурграфа Нюрнеберзького. 1361 року після смерті брата Людвіга V, герцога Верхньої Баварії, втрутився у тамтешні справи. Він швидко приборкам місцеву знать, ставши регентом при небожі Мейнхарті. Водночас тривалим залишався конфлікт з Папським престолом, що розпочався ще за життя батька герцога. Лише у 1362 році зі Стефана II було знято анафему. Того ж року уклав союз з Рудольфом IV, герцогом Австрійським, спрямованим проти імператора.
У 1363 році після смерті небожа Мейнхарда, герцога Верхньої Баварії та графом Тіроля, Стефану II вдалося встановити контроль над Верхньою Баварією. Це викликало невдоволення його брата Людвіга VI, який зблизився з імператором Карлом IV, що зрештою призвело до втрати маркграфства Бранденбурзького родом Віттельсбахів.
Також Стефан II вдерся до Тіролю, на який претендував також Рудольф IV, герцог Австрійський. Того ж року у битві при Альтеттінзі баварське військо завдало поразки австрійцям. Втім у 1364 році Рудольф IV отримав від імператора підтвердження прав на Тіроль. Для протистояння останньому Стефан II уклав союз з володарем міланським Бернабо Вісконті. 1364 року бойові дії поновилися я до 1369 року. За угодою в Шердінгу Лансгут-Баварський герцог вимушений був відмовитися від зазіхань на Тіроль в обмін на велику компенсацію та володіння Куфштайн, Кіцбюель і Раттенберг.
Разом з намаганням об'єднати Баварію в єдине герцогство, Стефан II багато уваги приділяв економічному розвитку своєї держави. У 1368 році впорядкував податки на сіль та роботу соляних копалень в Райхенгаллі, що значно покращало роботу й збільшило прибутки Стефана II.
1372—1373 роках марно намагався не допустити продажу Бранденбургу імператору. Втім, він прийняв свого брата Оттона V, який остаточно відмовився від Бранденбургу. Також Стефан II відмовився від прав на Бранденбург.
У 1374 році видав великий брендлист — нормативний акт, який регулював стосунки між лицарями та містами, заходи щодо допомоги містянам з боку герцогської влади. 
Помер у 1375 році в Лангсгуті. Поховано в Фрауенкірхе в Мюнхені.

## Родина
1. Дружина — Єлизавета, донька Фредеріка II, короля Сицилії.
Діти:
- Стефан (1337—1413) — герцог Баварія-Інгольдтадтський
- Йоганн (1339—1393) — герцог Лансгут-Баварський
- Фрідріх (1341—1397) — герцог Баварія-Мюнхенський
- Агнес — дружина короля Кіпру Джеймса І.

2. Дружина — Маргарита, донька Іоганна II Гогенцоллерна, бургграфа Нюрнберзького.
Дітей не було.